# Adrian Birch
Adrian Birch (Middlesbrough, 1872 – Darlington, 27 luglio 1932) è stato un allenatore di calcio inglese.

## Carriera
Nel periodo nel quale allenava il Crystal Palace fu chiamato ad allenare la Nazionale britannica che partecipò al 5º Torneo olimpico di calcio. Guidò la squadra per tre partite e riuscì a vincere la medaglia d'oro bissando il successo dell'edizione precedente, anche se nel 1908 non fu lui a guidare la squadra bensì il connazionale Alfred Davis.

## Palmarès

### Nazionale
- Oro olimpico: 1

Stoccolma 1912